# Консоласион дел Сур
Консоласион дел Сур (шп. Consolación del Sur) је град на Куби у покрајини Pinar del Río. Према процени из 2011. у граду је живело 59.230 становника.

## Становништво
Према процени, у граду је 2011. живело 59.230 становника.
| 1991.  | 2011.  |
| ------ | ------ |
| 47.107 | 59.230 |